# Remetinec (Gradec)
Remetinec is een plaats in de gemeente Gradec in de Kroatische provincie Zagreb. De plaats telt 74 inwoners (2001).